# El retorn de Casanova
El retorn de Casanova (títol original: Le Retour de Casanova) és una pel·lícula francesa dirigida per Édouard Niermans i estrenada l'any 1992. Ha estat doblada al català.

## Argument
En l'esperit de la commedia dell'arte, un Casanova envellit i qui podria acontentar-se de seduir amb facilitat la seva llogatera, és empès per la seva vanitat a intentar conquistar una jove, cosa que el durà a una desgràcia.

## Repartiment
- Alain Delon: Giacomo Casanova
- Fabrice Luchini: Camille (el criat de Casanova)
- Elsa: Marcolina
- Wadeck Stanczak: El tinent Lorenzi
- Delia Boccardo: Amélie
- Gille Arbona: Olivo
- Alain Cuny: El vell marquès de Celcy
- Violetta Sanchez: La marquesa de Celcy
- Jacques Boudet: L'abat
- Philippe Leroy-Beaulieu: l'emisari de Venècia
- Sophie Bouilloux: Lise
- Sarah Bertrand :

## Al voltant de la pel·lícula
- El film ha estat rodat al Castell de la Mogère, a Montpellier,[3][4] així com al Castell d'Assas.[5]
- És l'últim film rodat per Alain Cuny.
- Premis 1992: Festival de Canes: Nominada a la Palma d' Or (millor pel·lícula) 1992: Premis César: Nominada a Millor Actor Secundari (Fabrice Luchini)